# Tim Lacatena
Tim Lacatena (ur. 20 października 1981 w Anchorage, w stanie Alaska, w Elmendorf Air Force Base) – amerykański aktor telewizyjny i filmowy oraz tancerz i model.

## Życiorys
Syn dwojga rodziców wojskowych, kiedy miał osiem lat wraz z rodziną osiedlił się w małej miejscowości Chugiak. Spędził następne pięć lat grając w piłkę nożną i koszykówkę.
Mając 12 lat wziął udział w przesłuchaniu do produkcji Dziadek do orzechów w Anchorage i wystąpił w małej roli. Studiował balet w takich instytucjach jak School American Ballet w Nowym Jorku, Państwowej Szkole Baletowej w Kanadzie w Toronto, Royal Ballet School w Londynie oraz Dance Forum w Monako i Monte Carlo. Uczęszczał do UCLA Extension (Feature Film Writers’ Certificate Program), Berklee College of Music (Ableton Specialist Program), Santa Monica College. W 2004 r. uczył się aktorstwa w William Esper Studio, a także w Playhouse West, Lesly Kahn i The Groundlings.

## Wybrana filmografia

### Filmy fabularne
- 2006: Step Up: Taniec zmysłów (Step Up) jako Andrew
- 2009: 500 dni miłości ((500) Days of Summer) jako tancerz
- 2009: Bracia Dedd (Dedd Brothers) jako Allen Dedd
- 2010: AFI Life Achievement Award: A Tribute to Mike Nichols (TV) jako piosenkarz
- 2010: Czarny łabędź (Black Swan) jako tancerz baletowy
- 2010: Burleska jako mężczyzna rozlewający piwo
- 2013: Polowanie na łowcę (The Frozen Ground) jako policjant
- 2014: Flipped jako oficer Johnson

### Seriale TV
- 2005: Miłość z o.o. (Love, Inc.) jako Jack
- 2006: Dni naszego życia (Days Of Our Lives) jako chłopak #1
- 2009: Detoks (The Cleaner) jako Brett
- 2010: The Jay Leno Show jako Reynolds
- 2011: Ostatni prawdziwy mężczyzna (Last Man Standing) jako Hipster
- 2012: Kłamstwa na sprzedaż (House of Lies) jako oficer
- 2012: Z kopyta (Kickin’ It) jako Lars
- 2014: Album morderstw (The Murder Book) jako David